# うみへび座R星
うみへび座R星（うみへびざあーるせい）は、うみへび座にあるミラ型変光星である。学名はR Hydrae（略称はR Hya）。

## 物理的性質
388.87日の周期で3.5等と10.9等の間を変光する。他のミラ型変光星同様極大・極小時の明るさは周期により変化する。変光に伴いスペクトル型もM6eからM9esの間を変化するが、スペクトルにはテクネチウムの吸収線が見られる。
実視連星であり、伴星は12等級で地球から見て離角21秒のところに見える。ミラ型変光星は単独星が多いので、R星は数少ないミラ型変光星の連星であるといえる。

## うみへび座R星の導入法
3等星のγ星のすぐ東にあるので、比較的見つけやすい。R星のほぼ真北にはおとめ座の1等星・スピカが輝いているので、スピカから探してもよい。